# ロシアのクリスマス
ロシアのクリスマス（ロシア語: Рождество Христово 、ロシア語: Е́же по пло́ти Рождество Господа Бога и Спа́са нашего Иисуса Христа（正教会））は、イイスス・ハリストス（イエス・キリスト）の生誕を記念しロシア正教会で用いられるユリウス暦の12月25日に祝われる。グレゴリオ暦では1月7日にあたる。クリスマスは、ロシア正教会では十二大祭のひとつであり、祝祭前に断食（斎、ものいみ）の期間がある4つの祝日のうちの一つ。
ソビエト連邦の反宗教政策のため、20世紀中はクリスマスは長くカレンダーから除かれてきたが、多くの伝統は新年を祝う行事として永らえた。1990年代のソビエト崩壊の後には、クリスマスは祝日として再確立されたとはいえ、いまや主要な祝日でありつづける新年祝いのために影が薄くなっている。

## 歴史
ロシアでは10世紀後半、ウラジーミル1世によりルーシの洗礼が行われるとともに、クリスマスは公的な祝祭となった。とはいえ、キエフ大公国の初期のキリスト教共同体を考えると、より長い歴史をもつ可能性もある。
19世紀には、豪華に飾られたクリスマス・ツリーが祝日の中心となった。これはロシア皇帝ニコライ1世の后であるアレクサンドラ・フョードロヴナによって故郷のプロイセンから持ち込まれた伝統である。子供たちにクリスマス・プレゼントを贈る習慣も、この頃に定着している。言い伝えではクリスマス・プレゼントは、ロシア版のサンタクロースともいえるジェド・マロース（吹雪の老爺）によって運ばれるとされており、その姿は一般的に連想されるサンタクロースより背が高く痩せている。ジェド・マロースはスラヴの民間伝承にルーツがあり、孫娘のスネグーラチカとともに、3頭の馬が引くソリに乗る。
ソビエト連邦初期には国家の方針として無神論を奉じていたため、宗教的祝祭は抑圧された。クリスマス・ツリーはドイツからのブルジョア的輸入品だと非難され、祝日そのものも科学的根拠のない異教の太陽崇拝の儀式であると批難された。1929年には、クリスマスを含むすべての宗教的祝日の廃止がソビエト連邦政府により布告された。
1935年に予期せぬ国家方針の転換が行われ、多くのクリスマスの伝統は非宗教的な新年の祝いの一部として復活した。これはスターリンの顧問がプロレタリアの指導者に、長く寒い冬のさ中では辛い労働から解放される必要があると説いたためであった 。「新年のモミの木」(ロシア語: Новогодняя елка) として転用されたクリスマス・ツリーは、ソビエト連邦中の、中央アジア地域の歴史的に別の宗教的伝統のためにクリスマスを祝わないような共和国を含め、全ての子供たちに喜ばれた。その他のクリスマスに纏わるものや伝統、例えばクリスマス・プレゼントを贈ったり、ジェド・マロースの訪れやクリスマス飾りなどは宗教的な意味を失い、新年の祝いと結び付けられ世俗的なものとなった。
1991年のソビエト連邦の崩壊の後、他の宗教的な祝日とともにクリスマスは復活した。

## 宗教儀式
1月6日のクリスマス・イブには、聖体礼儀に晩課や朝から夜までの時課を組合せた長時間の奉神礼が行われる。信心深い家族は、奉事の後に家に戻り伝統的なクリスマス・イブの晩餐を囲む。晩餐ではクティア、焼いた肉と魚、クレビャカ、パスチラなどが供される（クリスマス・イブの12品の晩餐）。晩餐の後に、敬虔な家族は教会に戻り、徹夜祷に参加する。また、クリスマスの朝にも再び教会に戻り、降誕祭の朝の奉神礼に参加する。
1992年以来、クリスマスは公式な祝日となり、新年の10連休のうちの1日となった。

## 伝統的なクリスマス料理
古くからロシアのクリスマスの食卓にならぶ主要な料理には、豚の丸焼き、豚の頭の詰め物、ローストポーク、ハラジェーツ、アスピックがあった。クリスマスの晩餐には他にも多くの肉料理、例えばガチョウのリンゴ煮、ウサギのサワークリーム、鹿肉、羊肉、焼き魚などがあった。これら大量の揚げ物や鶏や魚を含め丸焼きはクリスマスの晩餐に供されるのは、大容量の調理が可能であるロシアのオーブン（ペチカ）の特性と関連したものである。
薄くスライスされた肉や豚肉は、いくぶん伝統的な粥と共に鍋に入れられて調理される。パイはクリスマスやその他の休日には欠かすことのできない料理で、これには各種ピエロギ（ピロシキ、ヴァトルーシュカ、クーリビヤック、クールニク、シャンギ）にコラーチ、キャセロール、ブリヌイなどが含まれる。具材・フィリングは各種様々なもの（ハーブ、野菜、果物、キノコ、肉、魚、チーズ、またそれらを混ぜたもの）が用いられる。
甘いデザートもまたクリスマスの食卓に添えられる。これらにはベリー類、果物、キャンディー、ケーキ、ファボルキ、ビスケット、ハチミツなどがある。飲み物にはカンポット、甘いスープに、スビテンなどのブロス類、キセーリなどがあり、また、18世紀初頭からは中国茶も喫された。

## 祝日認定をめぐる申し立て
1999年、無神論者のM.V・アグブノフはロシア連邦憲法裁判所に対し、1月7日を連邦の祝日として承認した法は合憲であるか検証するよう求めた。この要求は「指定の法規定は祝日に関する法に適用され………申請者が言及した憲法上の権利と自由を侵害する規定を含んでいない」とした理由に基づいて裁判所により却下された（ロシア連邦憲法:第14 条、第19条、第28条、第28条2項）。
2008年にもまた、同様の訴えがネオペイガニズムの団体により出された。この団体は、正教会のクリスマスを公的な祝日として承認することは、ロシア憲法の「いかなる宗教も国家の、あるいは義務的なものとして位置づけることはできない」に反すると主張した。裁判所は訴状を検討した後に、祝日に関する決定はロシア議会の権限の内にあり、憲法上の問題ではないとしてこの訴えを退けた。